# Солуэй, Дейвид
Дейвид Солуэй (англ. David Solway, 8 декабря 1941) — канадский поэт и эссеист, пишет на английском языке.

## Биография
Родился в еврейской семье. Изучал английский язык и философию в Университете Макгилла, преподавал английский в Канаде и Греции. Живёт в Квебеке.

## Творчество
Несколько книг стихов изданы Солуэем под масками его гетеронимов — грека Андреаса Карависа, турка Несмина Рифата и др. Многие эссе Солуэя посвящены проблемам образования.

## Произведения

### Стихи
- In My Own Image (1962)
- The Crystal Theatre (1971)
- Anacrusis (1976)
- Modern Marriage (1987)
- Bedrock (1993)
- Chess Pieces (1999)
- Saracen Island: The Poetry of Andreas Karavis (2000)
- The Lover’s Progress: Poems after William Hogarth (2001)
- Franklin’s Passage (2003, Большая книжная премия Монреаля)
- The Pallikari Of Nesmine Rifat (2005)
- Reaching for Clear: The Poetry of Rhys Savarin (2007, премия Федерации писателей Квебека)

### Эссе
- Education Lost (1989)
- Random Walks (1997)
- Lying about the Wolf: Essays in Culture & Education (1997)
- The Turtle Hypodermic of Sickenpods: Liberal Studies in the Corporate Age (2000)
- An Andreas Karavis Companion (2000)
- Director’s Cut (2003)
- On Being a Jew (2003)
- The Big Lie: On Terror, Antisemitism, and Identity (2007)
- Hear, O Israel! (2009)